# Schefflera borneensis
Schefflera borneensis är en araliaväxtart som beskrevs av Elmer Drew Merrill. Schefflera borneensis ingår i släktet Schefflera och familjen araliaväxter. Inga underarter finns listade.